# Onesia bryani
Onesia bryani är en tvåvingeart som beskrevs av Hiromu Kurahashi 1981. Onesia bryani ingår i släktet Onesia och familjen spyflugor.
Artens utbredningsområde är Fiji. Inga underarter finns listade i Catalogue of Life.